# 龙井组
龙井组是位于中国吉林延吉市一带的上白垩世地层，1940年由西田彰一命名。该地层以紫红色砾岩、砂岩为主，间夹粉砂岩、泥灰岩等。